# Manuel Galduf Verdeguer
Manuel Galduf Verdeguer (Llíria, 1940) és un director d'orquestra valencià.
Estudià al Conservatori de València les especialitats de direcció d'orquestra, composició, violí, piano i oboè; ampliant estudis de direcció amb Volker Wangenheim i Ígor Markévitx. Es presenta com a director a Europa amb l'Orquestra Nacional de l'Òpera de Montecarlo el 1970, i a Espanya amb l'Orquestra de RTVE. Ha dirigit orquestres com la Nacional de França, Philarmonia Hungarica, Nison Symphony Orchestra de Tòquio, English Chamber Orchestra, Dresdner Philharmoniker, Bayerischen Rundfunks de Múnic, Nacional de Veneçuela, Sodre de Montevideo, OFUNAM de Mèxic, Orquestra del Festival de Florida, etc. així com la major part de les orquestres espanyoles.
Va ser comandant-director músic d'Infanteria de Marina de San Fernando (Cadis), compaginant-ho tot amb la Càtedra de Direcció d'Orquestra del Conservatori de Sevilla. Als anys 80 deixà la música militar per concentrar-se en la direcció simfònica i la docència. A València és catedràtic al Conservatori Superior de Música Joaquín Rodrigo i fou director titular de l'Orquestra de València entre 1983 i 1997. A més, és acadèmic de la Reial Acadèmia de Belles Arts de Sant Carles i de la Reial Acadèmia de Belles Arts de San Fernando de Madrid. Des del 1999 és director musical de la Jove Orquestra de la Generalitat Valenciana.
Ha sigut professor de destacats alumnes del camp de la direcció d'orquestra i composició contemporània com César Cano i Pilar Vaño, entre d'altres. Ha dirigit importants instrumentistes i cantants del panorama internacional, i entre les seues estrenes cal destacar El triomf de Tirant, de Blanquer, i El mar de las sirenas, de Bàguena i Soler. Ha dirigit òperes de Verdi, Boito, Strauss, Wagner, Bizet, Puccini, Donizetti i Cimarosa.